# Phrynocrinus nudus
Phrynocrinus nudus är en sjöliljeart som beskrevs av A.H. Clark 1907. Phrynocrinus nudus ingår i släktet Phrynocrinus och familjen Phrynocrinidae. Inga underarter finns listade i Catalogue of Life.